# 俄罗斯塔
俄罗斯塔（俄语：Башня Россия）位于俄罗斯莫斯科，是一座已取消的摩天大樓計畫。大楼于2007年9月18日动工建设。其修建方案几经修改，最终确定为楼高612米，118层，预算资金15亿至17亿美元。項目於2008年停工，2009年取消。

## 结构
俄罗斯塔呈三角椎体外形，充分利用三角形高效、稳定的特点。上窄下宽的金字塔式构造使得大楼拥有华美外形和合理的空间配比。大楼将设置101部电梯，地下停车场最多可以容纳3680辆汽车。大楼正门外将建成公共溜冰场，底部楼层作为商业店铺，高层部分将作为私人住房和酒店客房，酒吧、咖啡店也将设在高层，顶部为一公共观景平台。设计方充分考虑到环保要求，锥形结构良好的采光技术使得大楼电量得到了节省，置于大楼表层的光伏电池能为大楼提供部分电能。三层玻璃，高绝热性能的门窗能有效减少热量损失。楼内利用热水循环系统作为建筑能量体系的保证，冬季利用办公室产生的热量，夏季利用地表的冷却性能，合理地分配能量以常年调解建筑内部的水暖系统。雨雪收集装置能为楼内提供三分之一的清洁用水。

## 修建计划
1994年，开发商提出在莫斯科国际商务中心的2、3号工地修建一座125层，648米高的世界第一高楼。2003年改到17、18号工地，但因财务问题，楼层增至134层，但高度不变。2004年，莫斯科发展公司成为计划的投资方。2006年，曾设计过香港赤赤鱲角國際機場及汇丰银行总行大厦等著名建筑的英国建筑师诺曼·福斯特为大楼做了新的设计，确定楼高612米，118层。2007年9月，大楼动工兴建。

## 建设停滞
由于金融海啸，2008年11月21日，大楼的建设被迫停止。同年12月3日俄罗斯石油地产大亨奇格林斯基宣布动用西伯利亚能源公司资本投资俄罗斯塔的建设，但此举遭到众多分析人士反对。

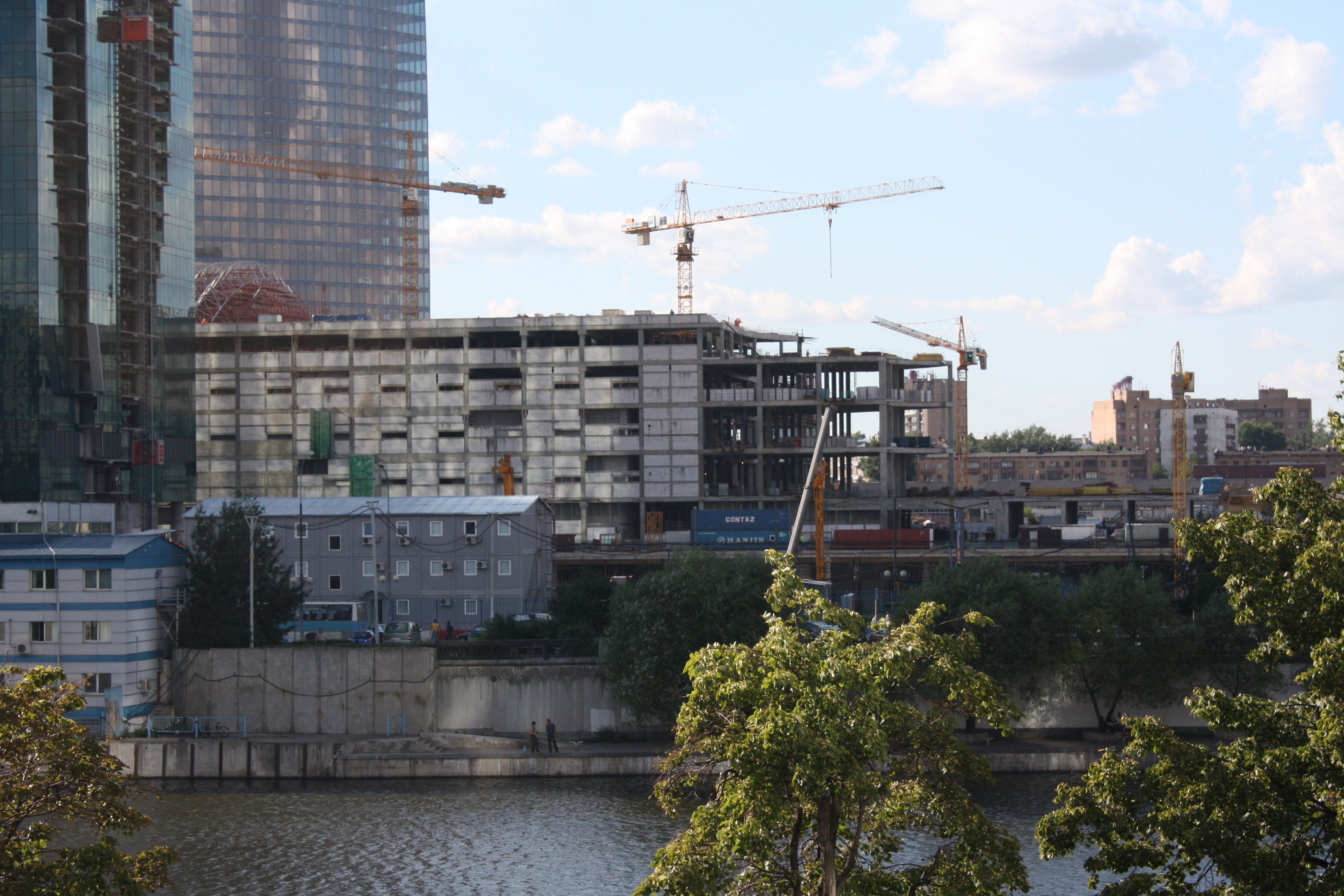
俄罗斯塔现景

## 现状
2009年2月12日，投资方宣布，俄罗斯塔可能无法完工。莫斯科市政府正在研究替代方案，目前比较有可能的方案是将俄罗斯塔改建成一个街心公园，或在原址上修建一个大型高层停车场。
2012年1月，消息称俄罗斯塔将在2016年前完工。